# Nevesinje
Nevesinje je općina na jugoistoku Bosne i Hercegovine, u istočnoj Hercegovini Nevesinje pripada entitetu Republici Srpskoj.

## Zemljopis
Nalazi se na zapadnom dijelu Nevesinjskog polja. Jedino je veće naselje u Nevesinjskom polju. Smješteno je u podnožju strmog prijevoja Grebaka (1091 m nadmorske visine), na apsolutnoj visini 889 m. Cijela nevesinjska općina dijelom je planinske Hercegovine koja obuhvaća površinu od 910 km2 (1981.) na kojoj je živjelo oko 19 000 stanovnika.
Ovo je planinski kraj i prostor iznad 900 m nadmorske visine. Okolni planinski visovi su i 2000 metara nadmorske visine. Klima u ovom kraju uvjetovana je visinom i zemljopisnim položajem: vrlo oštra – kontinentalna, ljeti ugodna svježina. Slično Podveležju, i u nevesinjskom području vjetrovi sjevernog smjera čine 80 %. Teren općine Nevesinje je izrazito krškog brdsko-planinskog karaktera. 
Izdvajaju se u općinskom reljefu veliko Nevesinjsko polje te lijepi šumoviti predjeli planina Veleža, Snježnice, Crne Gore, Crvnja i Zelengore.
Na području Nevesinja, u Nevesinjskom polju na nadmorskoj visini od 880 metara prvo je pronađeno nalazište biljke mesožderke u BiH. Biljka Drosera rotundifolia pronađena je u uvjetima sasvim drugačijim od onih na kojima bi se trebala nalaziti.

## Ime
Više je tumačenja podrijetla imena Nevesinje. Jedni tvrde da je prema riječima "neue signe" – "sniježna pustinja", prema drugima po ljekovitoj biljci nazvanoj staroslavenskog imena delesile – "devet sila", u ovdašnjim govorima kao devesilj, devesinj, nevesilj i nevesinj.

## Stanovništvo

### Katolici u nevesinjskoj župi
Katolici u župi:
- 1940.: 1647 vjernika (najveći broj u povijesti župe)
- 1962.: 492
- 1969.: 392
- 1975.: 310
- 1982.: 264 vjernika u 59 obitelji
- 1992.: 197 žitelja sa 61 kućom te još 23 obitelji čiji su članovi povremeno dolazili na svoja ovdašnja imanja

### Popisi 1961. – 1991.
| Stanovništvo općine Nevesinje |                  |                  |                  |        |
| godina popisa                 | 1991.            | 1981.            | 1971.            | 1961.  |
| Srbi                          | 10.711 (74,13 %) | 11.587 (70,97 %) | 14.479 (74,89 %) | 15.657 |
| Muslimani                     | 3313 (22,93 %)   | 3853 (23,60 %)   | 4370 (22,60 %)   | 3440   |
| Hrvati                        | 210 (1,45 %)     | 276 (1,69 %)     | 384 (1,98 %)     | 553    |
| Jugoslaveni                   | 123 (0,85 %)     | 521 (3,19 %)     | 28 (0,14 %)      | 594    |
| ostali i nepoznato            | 91 (0,62 %)      | 89 (0,54 %)      | 72 (0,37 %)      | 24     |
| ukupno                        | 14.448           | 16.326           | 19.333           | 20.287 |

#### Nevesinje (naseljeno mjesto), nacionalni sastav
| Nevesinje          |                |                |                |       |
| godina popisa      | 1991.          | 1981.          | 1971.          | 1961. |
| Srbi               | 3247 (79,81 %) | 2622 (72,73 %) | 2268 (74,23 %) | 1625  |
| Muslimani          | 634 (15,58 %)  | 593 (16,44 %)  | 642 (21,01 %)  | 260   |
| Hrvati             | 39 (0,95 %)    | 59 (1,63 %)    | 91 (2,97 %)    | 109   |
| Jugoslaveni        | 104 (2,55 %)   | 304 (8,43 %)   | 25 (0,81 %)    | 323   |
| ostali i nepoznato | 44 (1,08 %)    | 27 (0,74 %)    | 29 (0,94 %)    | 22    |
| ukupno             | 4068           | 3605           | 3055           | 2349  |

### Popis 2013.
| Stanovništvo općine Nevesinje |                  |
| godina popisa                 | 2013.            |
| Srbi                          | 12.353 (95,31 %) |
| Bošnjaci                      | 533 (4,11 %)     |
| Hrvati                        | 28 (0,22 %)      |
| ostali i nepoznato            | 47 (0,36 %)      |
| ukupno                        | 12.961           |

| Nevesinje – naseljeno mjesto |                |
| godina popisa                | 2013.          |
| Srbi                         | 5125 (99,28 %) |
| Hrvati                       | 6 (0,12 %)     |
| Bošnjaci                     | 5 (0,10 %)     |
| ostali i nepoznato           | 26 (0,50 %)    |
| ukupno                       | 5163           |

## Naseljena mjesta
Općinu Nevesinje sačinjavaju sljedeća naseljena mjesta :
Batkovići, 
Bežđeđe, 
Biograd, 
Bojišta, 
Borovčići, 
Bratač, 
Budisavlje, 
Česim,
Donja Bijenja, 
Donji Drežanj, 
Donji Lukavac, 
Dramiševo, 
Gaj, 
Gornja Bijenja, 
Gornji Drežanj, 
Gornji Lukavac, 
Grabovica, 
Hrušta, 
Humčani, 
Jasena, 
Jugovići, 
Kifino Selo, 
Kljen, 
Kljuna, 
Kovačići, 
Krekovi, 
Kruševljani, 
Lakat, 
Luka,
Miljevac, 
Nevesinje, 
Odžak, 
Plužine, 
Podgrađe, 
Postoljani, 
Presjeka, 
Pridvorci, 
Prkovići, 
Rabina, 
Rast, 
Rilja, 
Rogače, 
Seljani, 
Slato, 
Sopilja, 
Studenci, 
Šehovina, 
Šipačno, 
Trusina, 
Udrežnje, 
Zaborani, 
Zalom, 
Zalužje, 
Zovi Do, 
Žiljevo i  
Žuberin.
Poslije potpisivanja Daytonskog mirovnog sporazuma, veći dio općine Nevesinje ušao je u sastav Republike Srpske. U sastav Federacije BIH ušla su naseljena mjesta Hrušta, Rabina i Žulja koja su pripala gradu Mostaru te naseljena mjesta Dramiševo, Seljani i Zaborani koja su pripala općini Konjic. Naseljeno mjesto Česim ranije je bilo u sastavu općine Konjic.
Na popisima 1971. i 1981. godine, postojalo je i naseljeno mjesto Morine. Ovo naselje je na popisu 1991. godine ukinuto i pripojeno drugom naseljenom mjestu.

## Povijest

### Stari vijek
Prije dolaska Rimljana ovdje su došli Iliri, koji su ostavili iza sebe brojne kamene utvrde, zidine, grobne gomile, kiklopske zidine i gradine. U ovim su krajevima postojali ilirski gradovi koji su bili središta plemena i rodovskih zajednica. Pretpostavlja se da je na području Nevesinja živjelo ilirsko pleme Glinditiones. Iznad sela Bratača na najdominantnijoj uzvisini planine Svinjca sagradili su veću gradinu kojoj i danas se vide tragovi, a lokalitet je ponio ime Gradina. Drugi ilirski grad je u Klancima iznad Kifinog Sela. Oba su stara preko 2200 godina.
Rimljani su ratovali preko dvjesta godina s Ilirima dok ih nisu pokorili. U rimskom vremenu ovuda je prolazila trasa puta koja je išla od doline Neretve za Biograd i Zaborane, ka Sarajevskom polju. Put je ostao u funkciji i u srednjem vijeku.
Iz važnog prometnog središta Narone vodila je ta cesta čija je gradnja počela za cara Augustina. Išla je trasom Nevesinjsko polje – Borci – Konjic – Sarajevsko polje. Većina dionica završena je za careva Tiberija i Klaudija. Pravcem preko Nevesinjskog polja JI-SZ prometnica je išla pravcem Zovi Do – Odžak – Drenovik – Kruševljani – Borci i dalje. Kod mosta Ovčijeg broda rimska je cesta prešla rječicu Zalomku, a od mosta se put granao prema Zalomu i Gacku, a drugi ka Drenoviku. U Drenoviku je bilo najveće rimsko naselje na području nevesinjske općine, postaja konzularnih beneficijara i stacionirana prva pomoćna legija (Legio prima Adiutrix). Sačuvan je 21 starorimski miljokaz marmor milliarium na području ove općine.

### Rani i razvijeni srednji vijek
U selu Lukavcu bio je srednjovjekovni grad i pretpovijesna gradina na lokalitetu Val. Neki misle da je jedan od gradova na području Travunje, no nije sasvim sigurno, zbog nejasne granice Zahumlja i Travunje. Jedini je locirani izvorno slavenski grad na području općine Nevesinja.
Hrvati su na području Nevesinja živjeli od svoga doseljenja u ove krajeve. Tragovi kršćanstva u nevesinjskom području prepoznatljivi su na srednjovjekovnim stećcima, osobito u obliku križa. U stotinjak skupina je preko 3000 stećaka.
U 10. stoljeću u Zahumlju.
Ljetopis popa Dukljanina spominje Nevesinje kao jednu župu Podgorja. U kratkotrajnim širenjima srpske države oko 1070. nevesinjski kraj je pod Raškom. U širenjima dukljanske države u drugoj polovici 11. stoljeća nevesinjski kraj došao pod njenu vlast, ali i dalje je bilo u oblasti Zahumlje. Od 1040-ih cijelim Humom su vladali dukljanski vladari, potom je priznavao vlast hrvatskih vladara do 1102. godine.
Starinski govor u Nevesinju bila je štokavska ikavica što nam pokazuju toponimi kao Vinačac i Biograd. Grad Vinačac (danas Vjenačac) bio je sjedište nevesinjske župe i glavni grad; Nevesinje se kao župa spominje u 12. stoljeću. Grad se nalazio iznad sadašnjeg gradskog naselja, mjesna naziva Knežaca, Knežak ili Grad, gdje su ostatci utvrde i gradskih zidina. Biograd je bio važno utvrđeno mjesto uz Vinačac. 
Koncem 12. stoljeća osvaja Stefan Nemanja osvaja ove krajeve. Rastko, najmlađi sin Stefana Nemanje, nakon što se zakaluđerio pod imenom Save, poduzeo je godine 1219. da u zemljama pod tekućom i nedavnom vlašću srpske države i organizira srpsku samoupravnu crkvu pod okriljem bizantske crkve, kojoj je tada bilo sjedište u Niceji u Maloj Aziji. U Raškoj je osnovao sedam episkopija, jednu u Prevlaci kod Kotora, drugu u Stonu, i potonje se nisu održali ni 25 godina.  Na cijelom pak području tadašnje Bosne, nije osnovao ni jednu episkopiju; što kolidira s ljetopisom Pećke patrijaršije u kojem stoji da je Sava Nemanjić u Nevesinju 1219. postavio prvog humskog episkopa, pa bi po ljetopisu to bio prvi znani spomen Nevesinja.  Dubrovačka vrela spominju ga prvi put 1281. godine. Srpski vladari kontroliraju ga za vladara Stefana Prvovjenčanog, Uroša, Dragutina i Milutina. U vremenu Stefana Dečanskog gube teritorije na zapadu i s njima Nevesinje koje tad postaje pogranični kraj.
Tijekom 13. stoljeća, Zahumljem vladaju članovi sporednog ogranka dinastije Nemanjića (potomci Nemanjina brata Miroslava). Mjesni humski vladar veliki knez Andrija vlada ovim kraje, a sin mu Radoslav samo s naslovom župana i 1254. se očitovao kao »vjeran kletvenik (vazal) gospodinu kralju ugarskomu« i obećao je braniti Dubrovčane od srpskoga napada »i po moru i po suhu«. Oko 1300. na nekim se povijesnim zemljovidima vidi Nevesinje kao dio srpske države, u oblasti Huma.
Početkom 14. stoljeća humsko je kneštvo i s njime Nevesinje osvojio je hrvatski velikaš i ban Pavao I. Bribirski. Vladanje ovim predjelima prepustio je hrvatskoj plemićkoj obitelji Nelipčićima, drugoj hrvatskoj plemićkoj obitelji. 1305. godine vladar je Mladin II. Šubić koji se naziva i "vrhovni gospodin cijele humske zemlje". Ime Nevesinja se početkom 14. stoljeća pojavilo u vrelima Dubrovačkog arhiva. Od 1303. do 1306. godine bilo je povremenim boravištem Konstantina, namjesnika Huma. Promjena vlasti nad Nevesinjem slijedi nakon Mladinova pada 1322. čime slabi šubićevska moć što je iskoristio bosanski ban Stjepan II. Kotromanić te 1326. ovladao Humom i time i Nevesinjem pa se 1333. nazvao "ban Bosni i Usori i Soli i gospodin Humskoj zemlji". Srpski car Dušan poduzeo je pohod 1350. godine na Humsku zemlju no Kotromanići su ju obranili te nije zauzeo Nevesinje. 1357. godine došlo je pod vlast hrvatsko-ugarskog kralja Ludovika I. Anžuvinca. Vlastelini Sankovići vladaju Nevesinjem prvih desetljeća 14. stoljeća. Od 1371. do 1373. je u posjedu Sankova brata Gradoja. Već prije nego što ih je sasvim pokorio Sandalj Hranić Kosača 1404., obitelj Kosača ima ga u posjedu, od 1373. godine. Nakon Ludovikove smrti 1382. Hum je postupno došao pod vlast bosanskog kralja Tvrtka I. pa uskoro i Nevesinje. Dok je Tvrtko bio kralj, vojvoda Huma bio je Vlatko Vuković.  Koncem 15. stoljeća Nevesinje je potpadalo pod Dubrovačku nadbiskupiju.
Na području općine Nevesinje nalazi se pet kamenih stolica, vjerojatno iz 15. stoljeća, od više od 40 takvih na području BiH. Bile su prijestoljem i mjestom sudovanja, nalazile su se u utvrđenim gradovima ili u svezi s njima i pripadale su vlasteli.

### Osmanska vlast
Osmanlije su osvojile ovaj kraj proljeća 1465. godine. Starim rimskim putem na Zaborane iz pravca Vrhbosne stigli su Osmanlije. U Nevesinjskom polju postavili su logor, otkamo su pošli dalje osvajati područje Gacka, Bileće i Trebinja. Sjedište osmanske vlasti nije bilo u Vinačcu niti u Biogradu, nego u obližnjem Žiljevu. Od 1470. Nevesinje ima kadiju.
Hrvatsko ime očuvalo se i u osmanskim vremenima. U poimeničnom popisu sandžaka vilajeta Hercegovina spominju se imena "Vukas sin Hrvatina, Bogdan sin Hrvata, Radoje sin Stjepana, Radič sin Vlatka, Vukašin sin Hrvatina".
Ipak, dolaskom turske vlasti dolaze teška vremena. Postao je sjedištem kadiluka. Nasilje, nameti, prevođenjem na islam i prelaskom na pravoslavlje, katolički su Hrvati još u 16. stoljeću svedeni na ostatke ostataka. Ponovo se pojavljuju u nevelikom broju krajem 18. stoljeća. Nevesinjski kraj pripadao je Trebinjsko-mrkanskoj biskupiji. 1830-ih pokušavano je osnivanje katoličke župe, nije uspjelo. Crkveni arhivi nedvojbeno pokazuju da je 1830-ih u BiH u planinama Nevesinjskog i Fočanskog kotara bilo katoličkih obitelji. To nam prije svega pokazuje stolački Provikarski arhiv. Dubrovačka nadbiskupija, čiji nadbiskup je tada upravljao Trebinjsko-mrkanskom biskupijom, nastoji osigurati duhovnog pastira za te ljude te zatim osnovati župu. U pismu od od 5. rujna 1840. godine dubravski župnik i biskupski vikar Trebinjske biskupije don Vide Novaković Maslać svjedoči da katolici Trebinjske biskupije žive u planinama od Nevesinja i Foče.  
1842. spominju se malobrojni katolički doseljenici u nevesinjski kraj. 
Šematizam Trebinjske biskupije svjedoči o postojanju dviju katoličkih obitelji (Đure Marića i Đure Raguža) u Oblju kod Uloga, na zagorju Nevesinjskoga kotara, koji su se tu nastanili još 1872. godine. Župnik stolački i biskupijski vikar Trebinjske biskupije don Lazar Lazarević 28. svibnja 1867. primio je dekret biskupa Vinka Čubranića neka se zaputi po planinama Nevesinjskoga i Fočanskoga kotara radi duhovne službe tamošnjeg katoličkoga puka. Biskup Čubranić 26. studenoga 1868. izdao je novi dekret kojim nalaže ustanoviti katoličku župu u Kruševljanima u Nevesinjskom kotaru i da se za to potrebe kupi zemljište i kula. Osmanlije nisu blagonaklono gledale na to, premda tanzimatske reforme i oslabjela moć Osmanskog Carstva dovele su do drukčijeg odnosa prema katolicima. 
Problema su katolici imali s pravoslavcima, koji su htjeli podići svoju crkvu na mjestu katoličkog groblja. Dubrovački biskup Vinko Čubranić to je opisao u pismu prefektu Propagande kardinalu Aleksandru Barnabou 15. ožujka 1870. godine. U istom je pismu zatražio osnivanje župe u Nevesinju. Godine 1871. na 14. lipnja biskupski vikar Trebinjske biskupije don Lazar Lazarević primio je dekret od biskupske kurije iz Dubrovnika za osnutak župe u Nevesinju u kojem se dostavlja i novac koji treba predati hadži Daut-begu Bašagiću iz Nevesinja za kućnu kiriju, koja je bila određena za novoga paroka (katoličkoga župnika) u istome mjestu. Za zahvalu don Lazar je iste godine isprosio od pape Pia IX. tri zlatne kolajne radi pripoznanja njihova i sudjelovanja da se u Nevesinju ustanovi katolička župa. Nastojanje je prekinuo ustanak protiv Turaka. U Nevesinju je 1875. pokrenut ustanak protiv turske vlasti poznat pod nazivom "Nevesinjska puška". Moralo se čekati bolja vremena. Prvi sukob Hercegovaca i Osmanlija zbio se 9. lipnja 1875. na brdu Gradcu kod Nevesinja. Borbe su potrajale i nakon cjelodnevne borbe 29. kolovoza 1875. ustanici su slomili otpor osmanske posade te zauzeli Nevesinje. Godine 1878. Austro-Ugarska zaposjela je BiH. Bolji preduvjeti za kršćane, posebno katolike su stvoreni.
Na opadanje broja muslimana utjecali su stalni krvavi upadi crnogorskih uskoka.

### Austro-Ugarska
1881./82. protiv austro-ugarskog zaposjedanja izbio je ustanak, čije je žarište bilo u Nevesinju. 
I prije unutarnje kolonizacije koju je organizirao biskup Buconjić,1886. godine, razmišljalo se o novoj župi za ove krajeve. Predloženo je da Kamena bude sjedište nove župe, a pripadajuće područje bio bi joj nevesinjski kraj, a potom i Obalj te područje sjeverno od Uloga. Fra Grgo Franičević javio se za pastoralni rad u Trebinjskoj biskupiji tih se godina pa se kanilo ga postaviti za župnika u Nevesinju. Biskup Mato Vodopić se 1888. godine snažno zalagao da se u Nevesinju uspostavi župa, ali je naišao na velike zapreke u Zemaljskoj vladi. Tako je do osnivanja samostalne župe ovdašnji kraj povjereno dušobrižničkom osoblju župa Dubrave i Stolac, a kad je u Blagaju osnovana župa Presvetoga Trojstva 1891., područje buduće župe Nevesinje duhovno su skrbili dušobrižnici iz Blagaja.
Ključnu ulogu u vraćanju Hrvata u područje nevesinjskog kraja, odigrala je pojava planištarenja, koja je bila glavna gospodarska djelatnost velikog broja hrvatskih obitelji. Hrvati Donje Hercegovine je cijele svoje povijesti istodobno živjelo i od Gornje Hercegovine, pa su mnoge obitelji u ovim planinskim krajevima sjeverne Hercegovine kupovale posjede na koje su izlazile ljeti sa svojom stokom. Neki su članovi obitelji ostajali i tijekom zime na tim posjedima. Nevesinje i okolica postalo je sjedište kotara u Mostarskom okrugu. 
Godine 1890. Trebinjsko-mrkanska biskupija povjerena na upravu mostarsko-duvanjskomu biskupu Paškalu Buconjiću, a 1891. biskup Buconjić poduzeo je akciju da Nevesinje s Kalinovikom, Fočom i Rudom pripadne Mostarsko-duvanjskoj biskupiji u čemu je uspio. Jedanaest godina nastojanja i trzavica prošlesu dok nije uspostavljena katolička župa Nevesinje. Odnos mostarski biskup Buconjić – Trebinjsko-mrkanska biskupija pridonio je tome, jer su se mijenjale granice na štetu Trebinjske biskupije, kad bi se u Nevesinju konačno uspostavila katolička župa.
Prvih godina Buconjićeva biskupovanja proširio se snažan pokret među muslimanima da prodaju svoja imanja i presele sa svojim obiteljima u tursku carevinu, od bliskog Sandžaka pa dalje do Turske. Mnogi muslimani nisu bili zadovoljni dolaskom kršćanskih vladara i počeli su prodavati svoja imanja i odseljavati u Tursku. Ta je pojava bila izraženija u nevesinjskom kotaru bilo nego u drugim krajevima. 
Buconjiću je bio veliki rodoljub i nije mu bilo po volji takvo odseljavanje muslimana, ali okolnosti kakve jesu bile koje nije mogao promijeniti dovele su ga do zamisli unutarnje kolonizacije. Svjestan prenapučenosti nekih krajeva njegove biskupije prenapučeni, došao je do zamisli kupovine zemlje i imanja muslimana koji odlaze iz Nevesinja i Bijelog polja. Stoga je biskup Paškal Buconjić nagovarao ljude po biskupiji, posebice iz svog rodnog drinovačkog kraja neka kupuju zemlju i da se ovdje naseljuju i tad su u nevesinjsku okolinu došli Buconjići, Vasilji, Čuljci, Rotimi i drugi, sve u svemu oko trideset obitelji. 
Muslimani su prodavali imanja ljudima iz Donje Hercegovine, osobito katolicima. Zemlja na Morinama je bila prije većinom vlasništvo begova Stočana, a ljudi su otkupljivali ovu jadnu zemlju dajući "zadnji zalogaj". Radi doseljavanja biskup je osnovao i posebnu kasu iz koje su svi dobivali kredite koje su poslije otplaćivali. Biskup je kupio imanja u Ulogu, Glavatičevu, Bijelom polju, Nevesinju i drugim krajevima. Katolicima stolačkog i ljubuškog kotara dapače je darovao imanja ako su se htjeli doseliti i živjeti na novim posjedima. Tima je pomagao mnogim siromasima, zapriječio da ostave rodbinu, rodnu grudu i da iseljavanjem u daleke krajeve budu izgubljeni za hrvatski narod. Manji broj doseljenika bili su stalno naseljeni stočari s područja Stoca i Popova Polja. Često su kupci bili i povratnici iz Amerike, kao i oni kojima su braća iz Amerike slala novac. Već otprije bile su četiri kuće Raguža i Marića na Oblju, osamdesetak obitelji se naselilo u samom Borču, ponad Neretve u Bjelimićima oko 10 obitelji, a po donjem kraju Nevesinjskog polja naselilo se mnoštvo katolika naroda iz stolačkog, mostarskog i ljubuškog kotara.  
Biskupu Buconjiću u akciji ondašnja zemaljska uprava nije pomagala, nego je odmagala svim silama. 
Zbog ovog novog doseljenja Hrvata katolika ovom kolonizacijom te pojačanim planištarenjem, tako i radi uspostavljeno jakog vojnog garnizona i brojnih obitelji monarhijskih činovnika, došla je potreba za crkvu zbog povećanog broja katolika i nije se više moglo ometati. Lokacija se dobila na lijepom mjestu zvanom Megdan. Albanac koji je u Nevesinje došao po ulasku Austrije u BiH i bio liferant za vojsku, Gašpar Preka, otac ministra i HSS-ova zastupnika Nikole, pomogao je mnogo za izgradnju crkve.
Župa je osnovana je tek svibnja 1899. godine odlukom biskupa Paškala Buconjića. Najveća je katolička župa u Hercegovini. Organizirana je radi Hrvata katolika kojih je bilo u središtu Nevesinja, u više naselja razmještenih po Nevesinjskom polju i okolnim visoravnima, zatim uz kanjon Gornje Neretve (Ulog), i to u: Bojištima, Sopiljima, Pridvorcima, Kruševljanima, Dramiševu, Seljanima, Vranješini i Oblju, kao i područje Foče i Čajniča. Posvećena je u čast Uznesenja Blažene Djevice Marije. Prostire se uglavnom s gornje strane planine Veleža i tijekom vremena obuhvaćala je 23 sela. Decizijom odnosno Rješenjem Svete Stolice od 17. srpnja 1899. župa je dodijeljena dijecezanskomu svećenstvu, a prema prethodnom dogovoru između biskupa fra Paškala Buconjića i Provincije hercegovačkih franjevaca. Od 1901. do 1903. prvi župnik don Marijan Kelava uspio je podignuti i župnu crkvu i župni stan. Nevesinjski župnici dobili su u upravu sve planine počev od Gornjih Dubrava do Foče i Kalinovnika, uglavnom ove: Morine, Somine, Crvanj, Orlovac, Kladovo Polje, Bukovi Do, Krbine, Treskavicu, i neke su imale i podnazive. U samoj okolini Nevesinja bilo je srazmjerno malo katolika, u prvo vrijeme svega nekoliko stotina, pa je župnik ljeti obilazio planine i planištare te one stalno naseljene obitelji (onda njih tridesetak) u Borču i na Oblju (na Oblju ih je ostalo do rata samo dvije). Ljetni obilazak planina i planištara dugo je trajao. Župnik je s dva konja i jednim momkom pošao u obilazak i došao bi u jednu mahalu, gdje bi razapeli šator. Navečer bi ispovijedio sve, vrlo rano ujutro bi na groblju rekao misu i podijelio sv. pričest. Drugog ili trećeg dana stigli bi do druge mahale i tako mjesec dana redom pred Gospojinu ili po Gospojini. Putem su dobivali dodatne terete, zbog običaja da su domaćice župniku darovale poveliku planinsku grudu sira. Nevesinjska župa obuhvaća današnje općinu Nevesinje i Kalinovik, župa je izrazite dijaspore, čiji katolici su do rata u BiH osim u središtu živjeli u devet drugih naselja razmještenih po vrlo širokom Nevesinjskom polju i okolnim visoravnima te uz kanjon Gornje Neretve (Ulog). Groblja i grobišta nevesinjske župe danas su od Donjih Plužina, preko Morina i Somina do Uloga, pa dalje preko Oblja, Borča i Kladova Polja i Zelengore do Foče i dalje.
Unatoč nesklonosti vlasti, nevesinjski su Hrvati su nastojali ostati i opstati na svome, a uz hrvatska nacionalna društva svećenici don Marijan Kelava i fra Srećko Škorput pomogli su da nevesinjski Hrvati očuvaju svoj nacionalni identitet – jezik, kulturu, običaje, ali svakako i svoju vjeru. Za Kelavina župnikovanja u Nevesinju, osnovana je Hrvatska seljačka zadruga, prva takve vrste u Hercegovini. Kad je don Kelava premješten 1908. u Studence, župa je praktično povjerena Hercegovačkoj franjevačkoj provinciji. 16. svibnja 1911. osnovana je Hrvatska čitaonica u Nevesinju, čiji su osnivači bili don Marijan Kelava, Gašpar Precca, Matan Perković, dr. Ilija Badovinac, Nikola Precca, župnik don Marijan Kelava te Jeronim Gelineo, predsjednik povjereništva Napretka u Nevesinju. Hrvatska čitaonica bila je važno kulturno mjesto Hrvata. U sklopu nje djelovao je Tamburaški zbor, zatim povjereništvo Matice hrvatske Nevesinje i aktivna je bila knjižnica s 92 sveska. Župnik je 1911. bio fra Ambro Miletić. 1911. povjerenik Napretka za Nevesinje postao je Nikola Precca. Općenito je nevesinjski ogranak Napretka bio bitna karika u cjelokupnom radu Napretka. Pri izgradnji Zakladnog doma 1913., među pismenim čestitarima izdvajaju prvi čovjek nevesinjskog Napretka i njegovi suradnici. Na svečanostima, gdje je nazočilo desetak tisuća Hrvata, sudjelovali su brojni ugledni građani i Napretkovci iz istočne Hercegovine, od kojih se izdvaja članove Napretka iz Nevesinja i Trebinja.
Broj muslimana opadao je zbog potiskivanja muslimana sa strane novopridošlih Srba iz Crne Gore (razbojništva, otimanja zemlje).

### Prvi svjetski rat
Austro-Ugarska je ovdje donijela suvremene načine ratovanja i fortifikacije. Među tim je bila gradnja pojasnih utvrda. To je bio prsten koji su činile samostalne utvrde i međupoložaji (tzv. intervali) oko većega naselja. Pojasne utvrde su bile: Trebinje, Bileća, Mostar i Sarajevo. Još je nekoliko gradova bilo utvrđeno a bili su posebna cjelina, jer su im prirodne zapreke poput rijeke Drine prema Srbiji to omogućavale. Takvi gradovi bili su 
Zvornik, Višegrad, Foča i Goražde. Treća je mogućnos bila niz kao obrambena crta. Prema Crnoj Gori i crnogorskom bojištu, prva crta bili su pojasne utvrde Trebinje i Bileća te Avtovac kao zaprječna oblast, a druga crta bila je obrambena crta Kalinovik – Ulog – Obrnja – Nevesinje – Stolac. Treća obrambena crta koristila se rijekom Neretvom i tu je još bila pojasna vrlo fortificirana utvrda Mostar, ujedno i pozadinsko uporište, logistička baza i zapovjedno mjesto prvim dvjema crtama. Mostar je i upravno i vojno sjedište Hercegovine. Vrlo je bio fortificiran grad Sarajevo. U Kalinoviku je bila velika vojarna. Kompleks Ulog-Obrnja činili su vojarna i utvrda iznad koje je bila posebna fortifikacija tipa "šanac". U Nevesinju je bila jedna utvrda i defanzivna vojarna. Stolac je imao tri utvrde i veliki kompleks obrambene vojarne. Ovaj kompleks utvrda na jugoistoku austro-ugarska inženjerijska označavala je kraticom BHD (Bosnien, Herzegowina und Dalmatien). Sustav je obavio zadaću u Prvome svjetskom ratu i nijedna protivnička strana nije uspjela probiti ni zauzeti ovo branjeno područje.

### Prva Jugoslavija
Godine 1923. je kao i druge župe koje su 1899. dodijeljene dijecezanskom svećenstvu, vraćena na upravu Franjevačkoj provinciji, doduše dok Sveta Stolica drukčije ne odredi. Od 1924. u Nevesinju djeluju Školske sestre franjevke Krista Kralja Mostarske provincije Svete Obitelji. Godine 1926. UO Hrvatske čitaonice čine predsjednik Nikola Preca, potpredsjednik Matan Perković, tajnik Asim Fehimović, te odbornici čitaonice dr. Smailbeg Gradaščević, Ivan Karačić i Arifbeg Pašić, potom revizori Ferdinand Zdiara i Šućrija Pekušić, imućni građanin kojeg su partizani ubili travnja 1945. godine.
Predratnih i ratnih godina župnik u Nevesinju bio je fra Ambro Miletić (1909. – 1918.), poslije provincijal franjevačke redodržave hercegovačke.
Međuratni politički život Hrvata bio je u trima strankama: Hrvatskoj pučkoj stranci i Hrvatskoj narodnoj zajednici u početku, isticale su hrvatsku nacionalnu posebnost i primjenu kršćanskih načela u javnom životu. Hrvatska težačka stranka na izbore je izašla 1920. u okviru tzv. Hrvatske zajednice koja je snažno isticala hrvatsko nacionalno jedinstvo. Ovu su stranku organizirali Nikola Precca i Nikola Buconjić iz Nevesinja. Iste godine ta stranka ušla je u sastav HRSS-a Stjepana Radića, poslije HSS. Hrvatsko stanovništvo u tim godinama trpilo je tešku državnu represiju i zastrašivanje, pa ako je Hrvat glasovao za HSS, vrlo često ostajao je bez službe ili u boljem scenariju bivao je premješten u Srbiju. Zastrašivanje se sprovodilo tako da su uz biračko mjesto svezali za kolac nauglednijeg Hrvata, da bi odagnali Hrvate od glasovanja za tu stranku.
Godine 1931. u Nevesinju je živjelo 6705 stanovnika (Srba – 3931, Muslimana – 1878 i Hrvata 698), a u nevesinjskom kotaru bilo je 25.285 stanovnika (Srba – 18.018, Muslimana – 5917, Hrvata – 1348 i ostalih 2). U nevesinjski kotar spadale su općine Fojnica, Kifino Selo, Kruševljani, Ulog i Zovi Do.
Godine 1933. Nevesinje je uključeno u župe mostarskoga samostana, koje administrira Provincija. Zvono za crkvu nabavljeno 1936. godine. Sljedeće godine podignuta je filijalna crkva sv. Ane i sv. Joakima u Ulogu. Predratne 1940. župa je imala najveći broj vjernika u povijesti ikad – 1647 vjernika. Prije rata podignuta je za stočare mala crkvica sv. Ilije, Morine. Do 1941. u Nevesinju je djelovala podružnica Hrvatskoga kulturnog društva Napredak, Matica hrvatska, Hrvatska čitaonica s tamburaškim zborom, a prva seljačka zadruga u Bosni i Hercegovini s nacionalnim predznakom bila je nevesinjska Hrvatska seljačka zadruga. Do Drugoga svjetskog rata nevesinjski su župnici stanovali u Župnoj kući. Početkom stoljeća bio je skroman broj katolika u nevesinjskoj župi početkom 20. soljeća, međutim u nadolazećim je desetljećima katoličko pučanstvo raslo naglo. Već 1932. u 145 katoličkih domova živjelo je 1275 osoba, brojne i plodne obitelji pune životne snage. Godine 1940. katolika je došlo do 1647 osoba, što je bio povijesni maksimum u novo doba.
Agrarne reforme u Jugoslaviji pretvorile su nevesinjske muslimane u siromahe, što je utjecalo na novo smanjenje broja muslimana.
Nevesinjska župa prostire se na 4 000 km2. 33 mjesta se izričito spominju u monografiji o Katoličkoj Crkvi u Nevesinju i Gornjoj Hercegovini kao mjesta u kojima je bilo katolika: Baketa, Bišina, Bojišta, Boljuni, Brod na Drini, Busovača, Cerova, Crvanj, Čajniče, Čelebići, Dramiševo, Foča, Kruševljani, Lakat, Luka, Luke, Miljeno, Miljevina, Morine, Nevesinje, Obadi, Obalj, Orlovac, Pridvorci, Seljani, Somine, Sopilja, Tomišlja, Trnovača, Ulog, Ustikolina, Vranješina i područje Gacka. Filijale su joj u Planini. Časne sestre djelovale su u župi od 1924. do 1949. godine. Pred Drugi svjetski rat bio je najveći broj katolika – nešto više od 2 000, od čega 1 647 u zapadnom dijelu župe, potom 300 vjernika na području administrature Foča-Čajniče te na području Gacka 94 katolika; danas na području župe stalno živi oko 150 katolika, raspoređenih od Nevesinja do Čajniča, premda je znatan broj i onih koji danas žive u drugim obližnjim krajevima, ali redovito borave na svojim imanjima i u svojim kućama na području župe.

### Drugi svjetski rat
U drugom svjetskom ratu Nevesinje se našlo u NDH, u Velikoj župi Hum. Bio je sjedište kotarske oblasti. Nevesinjski kotar je bio je važna komunikacijska točka jer je povezivala Mostar s Kalinovikom i Trnovom te Sarajevom, čime je uz cestu preko Konjica bila druga važna komunikacija između Sarajeva i Mostara.
Prema procjenama Glavnog ustaškog stana, nevesinjski kotar imao je 1941. godine 31 372 stanovnika. U Nevesinje je prvo ušla motorizirana 14. oklopna divizija, zatim talijanske snage, koje nitkom nisu dopuštali nositi oružje. U svibnju je uspostavljena ustaška vlast.
Nevesinjski kotar obuhvaćao je područje današnje općine, Ulog i još nekoliko sela iz današnje općine Gacka. Zapovjedništvo ustaškog vojnog okruga formirano je na mjestu nevesinjskih vojarna, a ustaško općinsko vojno zapovjedništvo. Za formiranje ustaške vlasti u Neveesinje došao je natporučnik Franjo Sudar s desetak ustaša. Do kraja svibnja u Nevesinju, 116 osoba, svi iz nevesinjskog kotara, prišlo je ustašama. Većinom su bili muslimani te nešto malo katoličkih Hrvata. S tom snagom smijenjene su dotadašnji organi vlasti i uspostavljeni ustaški u nevesinjskom kotaru. Umjesto kotarskog načelnika Veljka Pavićevića - Nikola Mlađenović, umjesto predsjednika nevesinjske općine Koste Mihailovića - Sulejman Bašagić. Ustaški povjerenik postao je Šućrija Pekušić, bankrotirani trgovac, u Prvome svjetskom ratu šuckor i mučitelj srpskog življa. Đorđo Precca, brat bivšeg jug. ministra Nikole, bankrotirani vlasnik gostionice postavljen je na mjesto ustaškog logornika. Tu je još fratar Jure Jarak. Organiziranje vlasti NDH uz Bašagića, Precce, Pekušića vodio je i nevesinjski fratar Miroslav Skoko. Slijedile su smjene činovnika, školskih upravitelja, zapovjednika žandarmerijskih postaja, kotarske uprave srpske narodnosti, koji su, doduše, nesrazmjerno prekomjerno bili zastupljeni u Kraljevini Jugoslaviji. Na njihova mjesta postavljeni su Hrvati katolici i muslimani. U Nevesinje je uskoro došao oružnički vod čiji je zapovjednik bio Rudolf Kučar. Oni su organizirali oružničke postaje u Nevesinju, Riljima, Lukavcu, Kruševljanima, Bakračuši, Fojnici (pripadala vodu Gacko), Ulogu, Klinji te ljetnja postaja na visoravni Morinama. Istovremeno se prišlo naoružavanju Hrvata katolika i muslimana u Borču i Župi. Potkraj svibnja 1941. pristigla je bojna domobrana i oko 150 zaštitnih lovaca ustaša iz Zapadne Hercegovine. Za Srbe su uslijedila teška vremena. Doživjeli su veliki prevrat. Od neprikosnovenih hegemona nad potlačenim Hrvatima, došli su na dno društvene ljestvice. Postali su građani drugog reda i izloženi represiji ustaškog režima.
Sredinom svibnja stigao je iz Zagreba ustaški poručnik Franjo Sudar a 10 ustaša. S domaćim ustašama formirao je tabore i mjesne ustaške postrojbe, u čemu je dragocjenu pomoć dao profesor Alija Šuljak. Profesor je bio vrlo utjecajan na jedan dio ovdašnjeg muslimanskog stanovništva. Do kraja svibnja naoružano i obučeno u ustaške odore odjeveno je i naoružano 116 domaćih ustaša u Nevesinju i okolici.
U istočnoj Hercegovini, 24. lipnja 1941., izbija tzv. četnički vidovdanski ustanak.
Kako stoji u službenim izvješćima organa NDH, "četnici-komunisti" 25. lipnja 1941. napali su oružničku postaju Lukavac u nevesinjskom kotaru. Razoružali su oružnike i potom strijeljali šestoricu (sve katolici) njih čija mrtva tijela pronađena su tri dana poslije između sela Odžaka i Nevesinja. Jedan je pomoćni oružnik teško ranjen. Prema njegovim izjavama, više stotinjaka četnika-komunista razoružali su ih i odvojili trojicu (dvojicu oružnika i jednog domobrana, dva katolika i jednog muslimana) da ih strijeljaju. Pretpostavio je da su ih strijeljali, ali mu nije poznato mjesto strijeljanja. Nije mu bila poznata sudbina ostale četvorice oružnika. Prema kasnijim spoznajama četnici su ubili devetoricu oružnika u lukavačkoj postaji. Hrvatske oružane snage oslobađaju Nevesinje od četnika 27. lipnja 1941. godine.
Svjedočenja muslimanskih izbjeglica iz istočne Bosne, dana reis-ul-ulemi Fehimu Spahi danih 3. prosinca 1941. godine, spasili su se bijegom preko Nevesinja. 150 njih pobjeglo je iz kotareva Rogatica, Vlasenica i Sarajevo, nakon što su gotovo mjesec i pol dana živjeli pod upravom "komunističko-četničkih" bandi. Morali su pobjeći pred ubojstvima i silovanjima. 24. studenoga 1941. pobjegli su iz rogatičkog i drugih kotareva preko Goražda, Foče, Nevesinja i Mostara u Sarajevo.
Katolička crkva u Nevesinju je dosta stradala za vrijeme Drugoga svjetskog rata, a one u Ulogu srušena i Morinama dosta oštećena. Teške ratne godine natjerale su Hrvate nevesinjskog kraja na odlazak. Planištarima je već 1941. opao broj, a kobne 1942. slijedi krvavo opadanje i propadanje. Već od siječnja četnički pohodi okrvavili su Neretvu, u koje su četnici u prvom pohodu bacali ljude, žene i djecu, ubijene i žive koje su onda s obale puškom gađali. Preživjele su spasili muslimani kroz čija ih je sela Neretva nosila. Zbog višekratnog četničkoga koljačkog pohoda nevesinjska župa izgubila je oko 300 članova, a u mnogim obiteljima nije bilo preživjelih (Ulog). Salko Ćatić je na području Nevesinja organizirao svoju miliciju, i ponajviše su branili područje kruševljanske općine. Nevesinje je bila važna utvrda pred kraj rata. U Nevesinju je do sredine studenoga 1944. bila borbena skupina Bolmann, a umjesto nje prorijeđeni 369. grenadirski puk, jedna topnička divizija i jedna bitnica protutenkovske divizije. To je bio dio snaga koje su se od Širokog Brijega do Nevesinja ukopale na "Zelenoj crti" i zaštitile se bunkerima, spletovima žica i nagaznih mina, topništvom i tenkovima. Utvrđena crta je samo u krilnim uporištima, a to su bili Široki Brijeg i Nevesinje, imala po 2000 vojnika. Zelena crta dobila je ime u Zapovjedništvu Jugoistoka, a konačno ime dao je Hitler. Dobila ga je onda kad su nakon gubitka Jadrana, zapovjedno-stožerni časnici na zemljovidima povlačili zelenom bojom nove obrambene položaje 50 i više kilometara od obale, počevši od Senja, grebena Velebita i Dinare do Gacka, i uz Drinu do Dunava. Knin, Široki Brijeg, Mostar i Nevesinje bili su glavna utvrđena uporišta. 
Do konca prve polovice prosinca 1944. odnosno do okončanja Kninske operacije bez uspjeha su ispred Mostara i Nevesinja opsjedale postrojbe 29. hercegovačke divizije te postrojbe 9. dalmatinske divizije, angažirane u napadu na Široki Brijeg. Situacija se nije promijenila na bojištu sve do operacije Bura, kad su 27. siječnja 1945. njemačke i oružane snage NDH prodrijele prema Ljubuškom, Vrgorcu, Čitluku, Čapljini i Metkoviću. Odmjeravanje na Zelenoj crti trajalo je do polovice veljače 1945. godine.
U novoj zapovijedi štaba VIII. korpusa NOVJ-a na kojoj stoji nadnevak 12. veljače 1945., stožerima "podčinjenih postrojbi za oslobođenje Mostara" zapovijeđen je napad na Mostar iz smjera triju kolona, desna, srednja i lijeva. Nevesinje je bilo u rubnom djelokrugu lijeve kolone, čija je zadaća bila odsjeći neprijateljske obrambene položaje oko Mostara.  10. brigada 29. hercegovačke divizije, dobila je zadaću osvojiti Nevesinje. Ostale postrojbe koje su osiguravale bokove su 11. brigada koja je radi sprječavanja dolaska njemačkih pojačanja iz Sarajeva ka Mostaru djelovala prema Konjicu, na pravcu Buna – Blagaj djelovala je 13. brigada koja je nakon razbijanja njemačke obrane na tom pravcu trebala prodrijeti u Mostar lijevom obalom Neretve. Zadaća 14. hercegovačke brigade bila je prodrijeti preko Donjeg i Gornjeg Zimlja u Bijelo Polje radi ugrožavanja povlačenja njemačke vojske i postrojbi NDH iz Mostara dolinom Neretve ka Konjicu.
Za otpor partizanima na lijevoj obali Neretve ključni bastion njemačke obrane bio je nevesinjski garnizon. Branio ga je jedan od pukova 369. divizije, odnosno borbena skupina Wetzel. Napad na Nevesinje krenuo je 10. veljače. Partizanskoj pričuvi osnovna je zadaća bila svakako spriječitit izvlačenje 369. grenadirskog puka preko Pridvoraca prema Glavatičevu, jer ishod borbe za Mostar bio je izvjestan i navodio je na pretpostavku da će osovinske snage pokušati probiti se tim pravcem koji je najkraći prema Konjicu, na kojemu nije bilo drugih snaga NOVJ. Nevesinjski osovinski garnizon je uništen. Pred partizanski napad imao je oko 2500 vojnika i časnika, desetina (230) poginula je u borbama za grad, a blizu tisuću pripadnika poginulo im je dok su ih gonili. Oko 150 oružnika se razbježala uglavnom kućama, a do 700 njemačkih vojnika probilo se do svojih postrojba u Bijelom polju, Jablanici i Konjicu.
Mnogo muslimana iz okolnih sela (Plužine, Bratač, Odžak, Žiljevo, Sopilja, Pridvorci, Gornja i Donja Bijenja, Postoljani...) sklonilo se u ovdašnju čaršiju jer je bila znatno sigurnija. Pometnja je nastala kad je narod doznao da partizani napadaju Nevesinje. Pretpostavili su da bi moglo biti zločina, jer je u tim partizanima bilo mnogo dojučerašnjih četnika. Dojučerašnji četnici su prepoznali da gube rat, promijenili uniforme, a svjedoci opisuju prizora s lokaliteta Smrdana kod sela Kljuna gdje je bilo brada, koje su četnici obrijali da bi mogli postati partizani. Tad je dio muslimana pobjegao ka Mostaru.
14. veljače 1945. partizani su ušli u Nevesinje i taj se dan poslije u Jugoslaviji slavio kao Dan oslobođenja Nevesinja. Narod je dobronamjerno izašao pozdraviti vojsku. Međutim, partizani su pokupili sve Hrvate katolike i muslimane, i hodžu, stavili ih u red a pred red postavili mitraljez šarac. Tad je ubijeno od 30 do 40 ljudi, a u samom Nevesinju i okolici ubili su najmanje 200 hrvatskih katolika i muslimana. "Oslobodioci" su dobili cijeli dan činiti slobodno što su htjeli, bez ikakvih posljedica. Svjedoci kao nalogodavce krive Čedu Kapora i Vladu Šegrta, komandanta 10. hercegovačke udarne brigade. Poslije rata bilo je strogo zabranjeno i strogo kažnjivo govoriti o ovim događajima.
U Mostarskoj operaciji tih dana veljače 1945. 29. hercegovačka divizija svladala je četnike kod Nevesinja.
Križni put je nakon bleiburške tragedije mnoge Hrvate katolike i muslimane doveo do mostarskog zatvora Ćelovine, koji su partizani pretvorili u masovno mučilište i morilište. Zatočenici su svaki dan bili mučeni i ubijani. Ubijene su bacali u jamu Bišina na Veležu. U istu jamu bacana su tijela ubijenih civila Hrvata katolika i muslimana iz Nevesinja. I žene su bile među desetcima mučenih i ubijenih. Sve do danas nikad nije sankcionirano ideološko i etničko čišćenje Hercegovine koje su počinili partizani. Pod plaštom plemenite ideje borbe protiv nacizma i fašizma, masovna ubojstva nedužnih ljudi neki i danas neki slave kao pobjedu, nevješto maskirajući etničko i ideološko čišćenje. 
Prethodno pobjegle mještane partizani su zarobili i strijeljali, bez ikakvog suđenja, na lokalitetu Kričanje na Podveležju, 10-ak km od Mostara. Tek dva mjeseca poslije partizanske vlasti dopustile su obiteljima vidjeti, ali ne i po vjerskom obredu sahraniti pokojnike. U Nevesinju su ubijali ljude u čaršiji, kod zgrade starog suda, ali i po skoro cijelom gradu, na Kričanjima, na Zijemljima, mnogi koji su pobjegli ubijeni su i na Malti u Mostaru. Smaknuća su bila na cijelom potezu od Nevesinja pa do Podveležja. Partizanske zasjede smještene su bile i u rejonu Grepka i ondje su potpuno neselektivno ubijali svakoga tko je naišao.
Prije i nakon pada grada, vojska se povlačila pred partizanima od Nevesinja prema Grepku. U strahu, krenuo je i zbjeg civila išao je za vojskom. Civili su nosili u zavežljajima svoje stvari. Vojska u povlačenju zaustavljena je na Grepku. Partizani su masovno pobili kolonu. S ljudima su strijeljali i konje, jer ih nisu imali kad razdvajati. Od Grepka do jame i Bišini bio je leš do leša i konj do konja. S vojnicima su strijeljali i pristigle civile koji su bježali od partizana. Teren su posvuda zakrčili leševi pa su partizani zapovijedili da se one bliže ubacuje u jamu. Udaljenije leševe poslije su riješili zapovijedivši nekim Hrvatima katolicima i musilmanima da ih dovuku do jame i ubacuju. Onaj tko je bacio ljude u jamu, bacio ih je da zapnu o neko raslinje i izbočen kamen, vjerojatno se nadajući da će se poslije izvući i sahraniti. Velika je vjerojatnost da je to netko od partizana učinio. Neki su otišli do partizanske vlasti u Nevesinju i jedva izmolili dopuštenje za izvaditi mrtve pokojnike iz jame. Ako su i dobili, druge nisu smjeli vaditi. Malobrojni preživjeli Hrvati u Nevesinju shrvala je tuga i strah te više nisu smjeli inzistirati. U podlim igrama pri pokušaju izvlačenja, spasitelji su odustajali od vađenja svojih jer je to značilo da bi onaj tko je vadio imao završiti u jamu. Na sve to su partizanske vlasti reagirale tako da su tijela koja su zapela na izbočinama motkom odgurali u jamu. Radi zatiranja traga zločinu, zapovijedili su da se gradsko smeće baca u jamu. Tako je stratište postalo i danas aktivno gradsko smetlište. 
Vlasti su zabranjivale spominjati taj događaj i kažnjavale su tko se drznuo bilo što prigovoriti.
Obujam i obojenost zločina ukazuje na dva elementa kao obilježja tobožnjeg osloboditeljskog pokreta i njegove vojske. Element je bio vješto skrivan, no stalno jak i prisutan – prosrpski i antimuslimanski i antikatolički/antihrvatski.

### Druga Jugoslavija
Od prijeratnih 1647 Hrvata iz 1940., u ratnim i poratnim godinama živote je od njih izgubilo 847 osoba, čak polovica tadašnjeg stanovništva hrvatske nacionalnosti i po tome su najveća stradanja od svih Hrvata katolika u Hercegovini. Prvo razdoblje ustanka na čijem je čelu bio Josip Broz Tito partizanski pokret je bio imao pluralne elemente, zbog toga što su im pored komunista pristupili ljudi različitih svjetonazora, a zajedničko im je bila borba protiv fašizma i inozemnih okupatora. Tijekom rata komunisti su postupnim čistkama eliminirali nepodobne i na sva ključna mjesta u partizanskom pokretu i drugim represivnim organima doveli sebi odane osobe, uglavnom protuhrvatski nastrojene. Takav totalitarizirani partizanski pokret postao je oružana sila KPJ, što je bilo presudno u obnovi Jugoslavije i dolasku komunista na vlast. U Hercegovini su na svim ključnim političkim, zapovjednim, obavještajnim i represivnim pozicijama komunističkog sustava u vrijeme zločina nad hercegovačkim Hrvatima bili etnički Srbi. Isključiva krivnja pada na KPJ i njena čelnika Tita, a elemente treba tražiti u politici primanja i aboliranja četnika. Komunisti su zločine nad katoličkim pukom u Hercegovini sprovodili kao oblik komunističke represije uperene protiv klasnih i ideoloških neprijatelja, tj. svakog tko nije tko nije želio prihvatiti komunizam i komunističku Jugoslaviju. Komunistički zločini brižno su planirani i pripremljeni u komunističkim strukturama, Izvršavanje je povjereno najodanijim komunistima. Drugi dio krivnje je u velikosrpskim nositeljima ideje etničkog-konfesionalnog čišćenja od nepodobnih Hrvata i Muslimana, a to su bili četnici i četnici-komunisti, gdje je ideja genocida nad Hrvatima osmišljena prije Drugoga svjetskog rata. Velikosrpski genocid nad Hrvatima, planiran i vojno-politički vođen kao strateški projekt, započeo je već 1941. godine. Radi prikrivanja i opravdavanja, istodobno s početkom toga genocida, Hrvati su snažnom propagandom oklevetani za izvršenje genocida nad Srbima koji nisu počinili.
Od Srba iz istočne Hercegovine najviše je naseljeno u Vojvodinu s nevesinjskih strana. Tada su nastala naselja imenovana po starom zavičaju i važnim osobama iz starog zavičaja, kao Novo Nevesinje u Baranji, tada u Vojvodini, potom naselje Aleksa Šantić, Srbobran u Bačkoj (Vojvodina) i druga. 
Ako nisu ubijeni ili poginuli, brojni su katolici napustili u poraću i ovaj kraj kao i čitavu Hercegovinu, odmah je odselilo se 50 veoma brojnih obitelji i vrlo veliki broj pojedinaca. 
Poslije rata u Jugoslaviji je teško stradala nevesinjska crkva pretvorena u skladište. I župna kuća najvećim je dijelom je bila nacionalizirana. U poraću je val iseljavanja zahvatio čitav ovaj kraj, no odseljenici su održavali cijelo vrijeme vezu s rodnim krajem. Nakon rata nestali su katolici iz mjesta: Lakat, Luka, Žiljevo, Velež, Bišina, Obadi, Tomišlja, Cerova, Baketa, Boljuni. Godine 1949. nacionalizirana je kuća s privatnom kapelicom Školskih sestara franjevki Krista Kralja. Nestala su postupno u djelovima ove župe kao prezimena Čuljak, Pandžić, Matić, Rotim, Goluža, Buconjić, Vrljić, Sivrić, Vasilj, Pavlović i dr.
Od 1949. do 1950. administrator župe Nevesinje bio je fra Smiljan Zvonar.
Od 1950-ih povremenim dolaskom svećenika iz Mostara bila je obavljana pastorizacija nevesinjske župe, zbog nacionalizirana župnog stana. Zalaganjem otaca franjevaca iz mostarskog samostana obnavljana od 1958. do 1973. godine, a svećenicima je u Župnoj kući bilo na raspolaganju tek dvije-tri prostorije, no svećenik uglavnom nije noćio u župnoj kući, osim u slučaju velika snijega, nego je dolazio iz Mostara. 1972. godine u Seljanima podignuta je grobljanska kapelica u čast sv. Ivana Krstitelja, a 1973. obnovljena crkva u Ulogu. 5. lipnja 1975. Nevesinje je ponovno vraćeno na "slobodno raspolaganje Biskupu" papinskim dekretom Romanis Pontificibus. 1976. je Nevesinje župa Mostarskog samostana. Pred rat je započeta i nikad dovršena grobljanska kapelica u Kruševljanima. 
Posljedice su jugokomunističkog režima bile su da je kroz 48 godina broj vjernika smanjen je za 1428 katolika i 1989. doživjelo je u Nevesinju tek 219 katolika, pri čemu su mnoge obitelji staračke.

### Raspad Jugoslavije
Potpuno je župna crkva srušena u ratu 1992. godine, zvono otuđeno, župni stan naseljen prognanicima. Ostalo je samo zemljište, ključ i stari crkveni obrednik. Teško oštećena grobljanska kapelica u Seljanima. Crkvu u Nevesinju srušili su Srbijanci, navodno su to učinili niški specijalci.
Skupina od 19 Muslimana i jedan Hrvat ubijeni su 1992. na području Nevesinja i Mostara, a tijela su im bačena u jamu Lipovaču u Nevesinju. Ekshumirani su 1999. godine, a temeljem DNK analize identitet im je utvrđen 2016. godine.
1992. godine bio je veliki egzodus nevesinjskih Hrvata i Muslimana. Dio je bježao preko planina u Konjic. 
Prema podatcima Udruženja Povratkom za BiH, u Nevesinju je 1992. godine ubijeno 305 Muslimana i 12 Hrvata. Do danas nije pronađeno 127 osoba, među kojima je mnogo djece, pa čak i bezimenih beba. Samo je bivši načelnik Centra javne bezbjednosti Trebinje Krsto Savić osuđen za te zločine i to zbog progona muslimanskog i hrvatskog stanovništva s područja Nevesinja, Bileće, Gacka i Kalinovika. Kazneni postupak vodio se protiv bivšeg pripadnika Stanice javne bezbjednosti Nevesinje Milka Mučibabića,  ali je umro pa je Sud Bosne i Hercegovine obustavio postupak. Isto tako su Srbi dolazili suprotnim pravcem u Nevesinje, pa je u ratnom vremenu grad imao najviše stanovnika – skoro 30.000, od prijeratnih 14.400. Dogodila se "zamjena stanovništva". Većina Muslimana i Hrvata prodala je svoje kuće ili zamijenila sa Srbima. Srpska svjedočanstva su bila da ih nitko nije protjerao, ali su dobivali znakove da trebaju otići.
Iz nevesinjske župe su izbjegli svi katolički vjernici, a 11 ih je poginulo.

### Poslijeratna Bosna i Hercegovina
1999. godine dogovorom između generalnoga ministra Franjevačkoga reda i mostarsko-duvanjskoga biskupa župa Nevesinje predana je biskupu na slobodno raspolaganje. Godine 2007. plemenitošću ljudi vlasniku vraćeno je zvono i ugrađeno u konstrukciju. Od 2007. godine započeta je sustavnija obnova župnih objekata, župne kuće, bivšeg srušenog pomoćnog gospodarskog objekta i župne crkve. Na župnu svetkovinu Velike Gospe 2007. temelje nove crkve na mjestu stare blagoslovio je biskup Ratko Perić. Godine 2009. preuređena je jedna bivša gospodarska kuća i pretvorena u oratorij i privremenu kapelicu, a biskup ju je blagoslovio u čast Obraćenja sv. Pavla apostola, na svetkovinu Svih Svetih. 2017. godine crkva je u obnovi. Zabilježen je relativno povratak malobrojnih Hrvata u Nevesinje.
Relativno je mali povratak Muslimana i Hrvata u grad, a većina je povratnika u okolna sela. Većina preostalih nastanila se većinom u Mostaru, Međugorju, Stocu, Čapljini i Sarajevu. Zimi je brojka povratnika manja, ni stotinjak, dok ljeti bude i do dvjesta. Hrvati i Muslimani se ne vraćaju jer nitko ne želi ostaviti radno mjesto vratiti se u kraj s velikom nezaposlenošću i znatno hladnijom klimom. Srbi se ne vraćaju jer su ili našli posao u Nevesinju, a povratkom im nije zajamčeno radno mjesto, ili zato što su prodali kuće u staroj sredini a ovdje kupili stanove. Dio Srba se vratio svojim kućama nakon rata, a to je dio Srba koji su došli iz Čapljine i Mostara, a neki su ostali. Razlozi nevraćanja svih naroda mogu se svesti na materijalne, sigurnosne i poslijeratni izostanak političke strategije i volje za povratak.
Velika nezaposlenost je u gradu poslije rata, ponaosob 2010-ih, jer posla nema ni za Srbe ni za povratnike. Od 18.000 stanovnika 2014., posao ih ima tek njih 1850. Nema proizvodnje ni ulaganja. Nema nikakvih donacija. Među najsiromašnijim općinama je u RS-u. Školstvo je otežano jer su sve područne škole srušene, a u onima u Nevesinju uči se samo po programu RS. Otvorena je privatna bolnica, koja nije proradila jer nema novaca za njeno grijanje. U selu Kljuna Udruženje povratkom za BiH gradi spomen-obilježja žrtvama s područja Nevesinja. Od 2012. godine u spomen na veliki egzodus nevesinjskih Hrvata i Muslimana organizira svakog lipnja marš na relaciji Sopilja (Nevesinje) – Svinjarina (Podveležje) pod nazivom "Put spasa".

## Gospodarstvo
Čitav ovaj kraj je jedan veliki pašnjak i livada. Nekad je bio poznata kao opskrbnik Mostara s mesom i mlijekom. U nevesinjskom kraju uzgaja se poznati nevesinjski krumpir.
Tradicijska zanimanja ovog kraja su ekstenzivno stočarstvo i zemljoradnja. 1989. je bilo sve manje stočara i sve više neobrađene zemlje.

## Poznate osobe
- Safvet-beg Bašagić, književnik
- Petar Dicca, subrat franjevačkoga reda, industrijalac i veliki dobročinitelj, nositelj visokog portugalskog odlikovanja
- Đuro Gračanin, katolički svećenik i bogoslov[6]
- Milan Mučibabić, književnik i novinar
- Nikola Precca, političar, kulturni djelatnik, dobročinitelj, ministar socijalne politike i narodnoga zdravlja
- Bogdan Žerajić, pripadnik Mlade Bosne i sudionik Sarajevskog atentata
- Ambro Miletić, provincijal hercegovačke franjevačke provincije
- Ambroz Kapor, hrv. agronom i povjesničar, voditelj nevesinjske područne ustanove Uprave državnih monopola[57]
- Mladen Bratić, general-major JNA, srp. vojni zapovjednik, zapovjednik Novosadskoga korpusa od početka 1991. do pogibije 3. studenog 1991., poginuo pri opsadi Vukovara[58]
- vlč. Franjo Stejskal, rođ. u Gradačcu, Nevesinje, svećenik Barske nadbiskupije i prvi župnik u Nikšiću,[31][59] podrijetlom Čeh[60]
- vlč. Rudolf Römer, katolički svećenik Vrhbosanske nadbiskupije, župnik, doktor znanosti, profesor na bogoslovijama u Đakovu i Sarajevu, spisatelj, prevoditelj[31][61]

## Obrazovanje
- OŠ "Risto Proroković"
- SŠC "Aleksa Šantić"
- MŠ "Sv. Roman Melod"

## Spomenici i znamenitosti
Na listi nacionalnih spomenika kulture Bosne i Hercegovine za općinu Nevesinje se nalaze sljedeći spomenici:
- Careva džamija (džamija Sultan Bajazid Velije),
- Pravoslavna Crkva svetog Vaznesenja Hristovog,
- Dugalića džamija (džamija hadži Velijjudina Bakrača ili Velagina džamija) sa sahat-kulom,
- Džamija hadži Hane hanume Ljubović (Ljubovića džamija) u Odžaku,
- Čaršijska džamija (Sinan-kadi efendijina ili Čučkova džamija),
- Čelebića (Džaferovića ili Šurkovića) džamija u Donjoj Bijenoj,
- Katolička crkva Uznesenja Blažene Djevice Marije u Nevesinju, mjesto i ostaci povijesne građevine. S obzirom na veliki broj doseljenika, službenika, vojnika i inženjera austrougarske vojske, oko 1880. godine na području Trebinjsko-mrkanske biskupije je bio znatan broj vjernika – katolika.  Župa Uznesenja Blažene Djevice Marije u Nevesinju osnovana je od strane franjevaca 1899. godine, za vrijeme biskupa Buconjića, kada je i sagrađen župni stan. Župna crkva izgrađena je u periodu od 1901. do 1903. godine. Minirana je i u potpunosti srušena 1992. godine, ali je i obnovljena.
- Nekropola sa stećcima Kalufi (Krekovi), povijesno područje s 452 stećka. Nekropola Kalufi najveća je nekropola stećaka u Bosni i Hercegovini. Ima 462 stećka, od čega 295 ploča, 150 sanduka, 3 sljemenjaka i 14 antičkih spolija u sekundarnoj upotrebi.
- Nekropola sa stećcima Rajkov kamen u Mijatovcima (Krekovi),[62]

## Šport
- FK Velež Nevesinje
- RK Hercegovina Nevesinje
- Nevesinjska olimpijada[63]

Od 1993. održava se Božićni memorijalni turnir u malom fudbalu "Mišo Tamindžija".

## Vanjske poveznice
- Župa Uznesenja BDM, Nevesinje Katoličko groblje u Nevesinju
- Župa Uznesenja BDM, Nevesinje Stare fotografije Nevesinja